# طفل مهووس بالحرائق

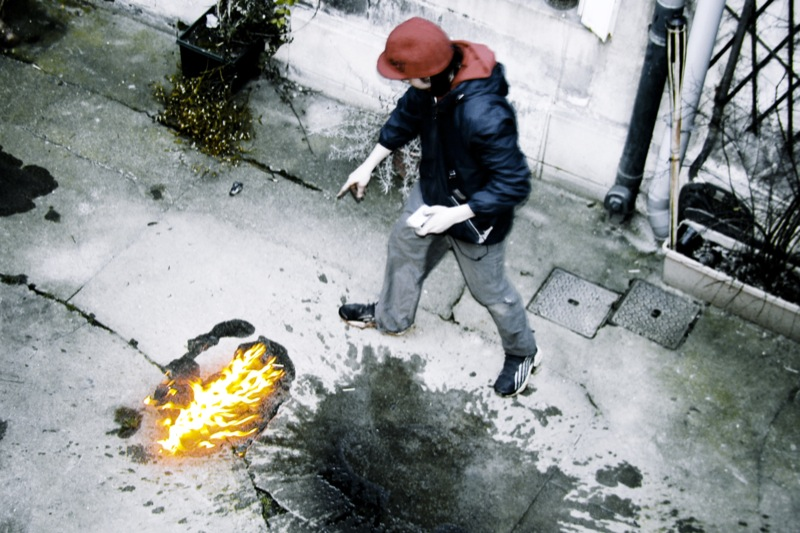
صوره لطفل يقوم بإشعال النار بالشارع

الطفل المهووس بالحرائق (بالإنجليزية: Child pyromaniac)‏ هو طفل لديه اضطراب تحكم في الاندفاع، يتسم بسلوك قهري لإشعال الحرائق من أجل الارتياح من التوتر الداخلي.
هوس الحرائق لدى الأطفال أكثر أشكال إشعال الحرائق ندرة.
لا يُشخّص أغلب الأطفال الصغار بهوس الحرائق، ولكنهم يُشخّصون باضطراب السلوك (المسلك). يُعتبر التعلق المتكرر بإشعال الحرائق من السمات الأساسية لهوس الحرائق، دون وجود دافع حقيقي. هوس الحرائق اضطراب نادر، ويُقدر حدوثه بنسبة 1% من السكان. يُصاب الأطفال الصغار حتى سن 3 سنوات بهوس الحرائق.
تصل نسبة الذكور المشخصين رسميًا به إلى 90% من الأطفال المشخصين. المهووسون بالحرائق وغيرهم من المرضى العقليين مسؤولون عن 14% من حوادث إشعال الحرائق.

## الأعراض
يفيد العديد من الدراسات السريرية بندرة إشعال الحرائق بمفردها، إذ غالبًا ما ترتبط مع غيرها من الأفعال المرفوضة اجتماعيًا. يكمن الدافع الأساسي خلف هذه الأفعال بالمتعة، أو جلب النجدة، أو الانتقام من الراشدين، أو الرغبة بالانتماء للعائلة مجددًا. يبدو أن مزيجًا من هوس الحرائق والسلوك السيئ هو ما يحفّز إشعال الحرائق. يتميز إشعال الحرائق بين الأطفال والمراهقين بالدورية والتكرارية. ربما يشعل الأطفال أو المراهقون الحرائق من أجل التنفيس عن التوتر.
ثمة آخرون يسعون إلى إشعال الحرائق في أوقات التوتر الشديد فقط. تشمل أعراض هوس الحرائق كلًا من الاكتئاب، والصراع في العلاقات، والعجز عن التكيف مع التوتر والقلق.

## التشخيص
يحدد الدليل التشخيصي والإحصائي للاضطرابات النفسية ستة معايير يجب توافرها لدى الطفل لتشخيصه بهوس الحرائق رسميًا.
1. يجب أن يشعل الطفل أكثر من حريق عمدًا.
2. يجب أن يشعر الطفل بتوتر أو إثارة قبل إشعال الحريق.
3. يجب أن يُظهر الطفل انجذابًا للحريق وكل ما يتعلق به.
4. يجب أن يشعر الطفل بنوع من الارتياح أو الرضا بعد إشعال الحريق ومشاهدته.
5. لا يكون لدى الطفل دوافع مثل الانتقام، أو الدوافع الخيالية، أو الضلالات (توهمات)، أو الأذية الدماغية، لإشعال الحريق.
6. لا يجب أن يكون إشعال الحرائق بسبب اضطرابات أخرى مثل اضطراب الشخصية المعادية للمجتمع أو اضطراب السلوك.

ينتشر هوس إشعال الحرائق لدى الأطفال، لذا يصعب تطبيق هذه المعايير على الفئات العمرية الأخرى. لا تتوفر الخبرة الكافية لتشخيص هوس الحرائق نظرًا إلى غياب الخبرة الكافية بإشعال الحرائق لدى الممارسين الصحيين.

### المقارنة مع الأطفال مشعلي الحرائق
ثمة عدد من الاختلافات المهمة بين الأطفال المهووسين بالحرائق والأطفال مشعلي الحرائق. بصورة عامة، مشعل الحرائق هو فرد يشعر بدافع لإشعال الحريق لأسباب غير معتادة.
بينما يكون الطفل مشعل الحريق فضوليًا حول الحريق أو لديه رغبة للتعرف عليه أكثر، يكون الطفل المهووس بالحرائق أكثر من مجرد مشعل للحريق؛ إنه مصاب بدوافع غريبة وغير معتادة لإشعال الحريق عمدًا.
يُشخص الطفل بهوس الحرائق، أي إشعال الحرائق المرضي، عندما تكون رغبة إشعال الحريق تكرارية ومؤذية للناس أو الممتلكات. الفرق الجوهري بين هوس الحرائق وإشعال الحرائق هو أن هوس الحرائق اضطراب نفسي، بينما إشعال الحرائق سلوك سهل الإصلاح.
يُعرّف إشعال الحرائق الطفيف بأنه «سلوك الشروع في إشعال الحريق عرضيًا» لدى الأطفال غير الخاضعين للإشراف. تبدأ هذه الحرائق عندما يلعب الطفل الفضولي بأعواد الثقاب أو الولاعات أو الحرائق الطفيفة. يشعل اليافعون في هذه الفئة العمرية وسطيًا 2.5 حريقًا عرضيًا خلال حياتهم.
يقع أغلب هؤلاء الأطفال في فئة عمرية تتراوح بين خمس إلى عشر سنوات، ولا يدركون مخاطر اللعب بالحريق. يُعرف إشعال الحرائق المرضي بهوس الحرائق، ويظهر عندما يكون الفعل «سلوكًا عمديًا ومخططًا له ومستمرًا». يشعل اليافعون في هذه الفئة العمرية نحو 5.3 حريقًا عرضيًا. لا يُشخص أغلب الأطفال الصغار بهوس الحرائق، ولكنهم يُشخصون باضطراب السلوك.

## الوبائيات
ثمة نوعان أساسيان من الأطفال المشعلين للحرائق. يشعل النوع الأول الحرائق بغرض الفضول، إذ يشعلها لمعرفة النتيجة المترتبة على هذا الفعل فقط. بينما النوع الثاني من المشعلين إشكالي، يشعل الحريق بسبب تغيرات في بيئته أو لسبب مرضي.

## الأسباب
يتكون إشعال الحرائق من خمس فئات فرعية: إشعال الحرائق الفضولي، وإشعال الحرائق بدافع جنسي، وإشعال الحرائق لطلب النجدة، ومجموعة «المضطربين بشدة»، والشكل النادر «هوس الحرائق». يظهر اضطراب هوس الحرائق خلال الطفولة عادة، ولكن لا توجد بيانات حاسمة حول السن المعياري للإصابة.
الأطفال المهووسون بالحرائق مدفوعون بإلحاح غير قابل للسيطرة لإشعال الحرائق من أجل إزالة التوتر. لم يُعرف السبب الجيني لهوس الحرائق، ولكن تُجرى الدراسات لاستكشاف الموضوع.
يمكن نسب أسباب إشعال الحرائق بين صغار الأطفال والشباب إلى العديد من العوامل، وتنقسم إلى عوامل فردية وعوامل بيئية:
عوامل فردية
1. السلوك المعادي للمجتمع: لا يكتفي الأطفال المشعلون للحرائق بهذا الفعل فقط، بل يرتكبون غيرها من الجرائم أو التجاوزات غالبًا، مثل العنف أو الغضب أو التخريب وما إلى ذلك.[8]
2. السعي للإثارة: ينجذب بعض الأطفال إلى إشعال الحرائق لأنهم يشعرون بالملل ويرغبون بفعل شيء ما فحسب.
3. استرعاء الانتباه: يصبح إشعال الحريق وسيلة لجذب انتباه الراشدين ودفعهم إلى الاستجابة للطفل.
4. فقر المهارات الاجتماعية: لم يتعلم بعض الأطفال مهارات اجتماعية تمنعهم من إشعال الحريق. يُعتبر الكثير من الأطفال والمراهقين الساعين لإشعال الحرائق من «المنعزلين».
5. الافتقار لمهارات أمان الحريق والجهل بمخاطرها: هذا دافع كثير من الأطفال غير المشخصين بهوس الحرائق. مجرد فضول طبيعي وجهل بالقوة المدمرة للحريق.
6. مشاكل بالتعلم.[2]
7. مشاكل أبوية مثل الانفصال والتجاهل والإساءة.
8. الإيذاء الجنسي.
9. سوء المعاملة.[9]

عوامل بيئية
1. إهمال الإشراف على الطفل من الوالدين أو الرعاة.
2. مشاهدة الراشدين يشعلون الحرائق في سن مبكرة.
3. التجاهل الأبوي.
4. إدمان الوالدين على المخدرات أو الأفعال الأبوية العنيفة: دُرس هذا العامل وأظهرت نتائج الدراسات زيادة احتمالية إشعال الأطفال للنيران في المنازل التي يتعرضون فيها للإيذاء والإساءة من الوالدين.
5. ضغط الأقران.
6. الأحداث الحياتية الموترة: يصبح إشعال الحريق وسيلة للتكيف مع الأزمات.

## العلاج
إذا شُخص الطفل بهوس الحرائق، ثمة اختيارات للعلاج، على الرغم من غياب الأبحاث العلمية الكافية حول الأسباب الجينية لهوس الحرائق في السن الصغيرة. أظهرت الدراسات ميل الأطفال الذين يشعلون الحرائق بشكل متكرر إلى الاستجابة لمقاربة التحكم بالحالة بدلًا من المقاربة الطبية.
ينبغي أن تكون الخطوة الأولى جلوس الوالدين مع طفلهما والحديث إليه وجهًا لوجه. ينبغي أن تحاول تلك المقابلة نفسها تحديد الموترات في العائلة، ووسائل الضبط، وغيرها من العوامل المساهمة في رغبة الطفل غير المتحكم بها لإشعال الحريق. تشمل الوسائل العلاجية مهارات حل المشكلات، وإدارة الغضب، ومهارات التواصل، وتدريبات استبدال العنف، وإعادة البناء الإدراكي.
تتقلص فرصة استجابة الطفل المصاب بهوس الحرائق للعلاج والتعافي طبقًا للدراسات الحديثة، ولكن ثمة وسائل لمخاطبة رغبة الطفل في إشعال الحرائق لتفريغ التوتر. عندما يشعر الطفل المشخص بهوس الحرائق بدافع قهري للشروع في الحريق، يجب على الآباء اقتراح أفكار بديلة مثل ممارسة الرياضة أو اللعب على آلة موسيقية، وقد يكون للطفل فرصة لتعلم كيفية السيطرة على الإلحاح غير المقاوم لإشعال الحريق.
يُعتبر تعليم السلامة من الحريق من وسائل العلاج الأخرى. قد تكون الوسيلة المثلى للعلاج أحيانًا استشارة مركز الإقامة العلاجية أو التواصل معه.
لم تتوفر أبحاث غزيرة حول مدى نجاح هذه الوسائل في مساعدة هؤلاء الأطفال نظرًا إلى ندرة المصابين به. يُعتبر تعديل السلوك وسيلة فعالة وشائعة لعلاج هوس الحرائق. تتراوح النتائج بين المقبول والضعيف. يبدو تعديل السلوك فعالًا عند الأطفال المصابين بهوس الحرائق في 95% من الحالات.